# Pandanus balansae
Pandanus balansae là một loài thực vật có hoa trong họ Dứa dại. Loài này được (Brongn.) Solms miêu tả khoa học đầu tiên năm 1878.